# Похатани
Похатани су алгонквински народ, који је почетком 17. века, у време првог успешног насељавања Енглеза на северноамерички континент, живео на великом делу данашње америчке државе Вирџиније. Говорили су похатанским или вирџинијско алгонквинским језиком, који спада у источну групу алгонквинских језика.
Неколико хиљада потомака Похатана и данас живи на територији Вирџиније.

## Становништво
Према процени, 1607. када су Енглези основали Џејмстаун у источној Вирџинији, Похатана је било око 14.000–21.000.
До 2014. држава Вирџинија је признала 8 похатанских племена. Укупан број регистрованих припадника ових 8 племена је 3.000-3.500. Процењено је међутим да је број потомака ових похатанских племена који имају право на чланство 3 до 4 пута већи.

## Историја

### Предколонијално доба
Крајем 16. и почетком 17. века, маманатовик (врховни поглавица) по имену Вахунсанакава (отац Покахонтас), створио је моћну „државу” Ценекомака („густо насељена земља”) уједињењем 30 похатанских племена. Енглези су врховног поглавицу Вахунсанакаву називали и именом Похатан. Свако племе је имало свог вероанса (поглавицу) и свако је плаћало данак врховном поглавици.

### 17. век
Након смрти Вахунсанакаве 1618. нови маманатовик (врховни поглавица) Похатана постао је његов брат Опечанкано. Убрзо је дошло до сукоба између Похатана и Енглеза. Опечанкано је организовао два велика напада 1622. и 1644. на која су Енглези оштро одговорили, што је довело до скоро потпуног уништења Похатана до 1646. Истовремено Похатани су били погођени новим заразним болестима великим богињама и малим богињама, на које нису имали природни имунитет, а које су им пренели Енглези.
До средине 17. века јавила се велика потреба у енглеској колонији Вирџинији за радном снагом. Због чега је у колонију прво усељен велики број „слуга по уговору” (енгл. indentured servants), који су са својим послодавцима имали потписане уговоре, према којима су имали обавезу да раде одређени број година (нису имали право на отказ уговора), након којих би поново постајали слободни, а обично су као надокнаду за свој рад добијали у власништво и мале земљишне поседе. Слуге по уговору су чиниле скоро половину енглеских досељеника. Временом енглески колонисти су почели да доводе и црне робове из Африке. До 1700. у енглеским колонијама је живело 6.000 црних робова, што је чинило једну дванаестину становништва (око 8% становништва). Било је уобичајено да црни робови беже и да се придружују Похатанима, слично су радили и неке енглеске „слуге по уговору”. Након „Бејконовог устанка” 1676. у колонији је било дозвољено поробљавати „Индијанце”. Доњи дом (дом бургера) вирџинијског парламента је 1691. забранио индијанско ропство; ипак, многи Похатани су држани као слуге све до 18. века.

### 21. век
Почетком 21. века 8 похатанских племена је државно признато у Вирџинији. Паманки и Матапони су једина два племена која су успела да сачувају своје резервате, које имају од 17. века.
Нека похатанска племена су напустила своју традиционалну територију. Почевши од краја 19. века, у насеље Пенсоукен на територији Њу Џерзија, населила се мала група Похатана, која за себе користи назив „Похатан Ренапе нација”. Ова група потиче претежно од похатанског племена Рапаханок (староседеоци Вирџиније) и од сродног алгонквинског народа Нантикок (староседеоци Делавера). „Похатан Ренапе нација” је државно призната у Њу Џерзију.
Убрзо након првог контакта Енглеза и Похатана, дошло је до склапања мешовитих бракова између припадника ова два народа. Најпознатији случај је брак између похатанске „принцезе” Покахонтас и енглеског колонисте Џона Ролфа. Њихов син Томас Ролф је предак многих становника Вирџиније. Велики број најстаријих вирџинијских породица потиче из бракова или других заједница између Похатана и Енглеза.

## Историјска племена Похатана
Први подаци о племенима која су била део „похатанске конфедерације” потичу од Џона Смита, који је 1607. записао имена 28 племена. На својој мапи, Смит је забележио имена 36 племенских престоница (главних села), док је укупан број села на Смитовој карти 161.

### Списак Џона Смита
Имена неких племена:
- Кекоутас (Кекоутан)
- Паспахегс (Паспахег)
- Чикахомини
- Нансемонд
- Чесапик
- Јоугтанунд
- Матапони
- Паманки
- Веровокомоко
- Чискијак
- Пајанкатанк
- Кутатавомен 1
- Кутатавомен 2
- Мороугтакунд
- Рапаханок
- Нантугтакунд
- Викокомоко
- Секакавон
- Онауманиент
- Патавомекс
- Тоуксенент
- Акоханок
- Акомак

Поред наведених племена Смит наводи још 8 главних села.
Имена неких главних села:
- Вараскојак
- Орапакс
- Опископанк
- Писасек
- Утамусак
- Менапукунт
- Купкипкок

### Списак Стрејхија 1616
Вилијам Стрејхи је 1616. забележио имена 32 племена, од којих се само 18 поклапа са онима са Смитовог списка.
Имена неких племена:
- Кекоутан
- Паспахег
- Чикахомини
- Веанок
- Арохаток
- Похатан
- Апаматук
- Квиокоханок
- Нансемонд
- Јоугтанунд
- Матапамент
- Паманки
- Веровокомоко
- Чискијак
- Акоханок
- Вараскојак
- Орапак
- Кантаункак
- Шамапа
- Чепечо
- Параконос
- Мумапакуне
- Патаунк
- Капосекок
- Памарек